# 黑街聖徒
《黑街聖徒》是由Volition開發，THQ發行的開放世界動作冒險遊戲。該遊戲是黑街聖徒系列的第一部作品。該遊戲有續作《黑街聖徒2》、《黑街聖徒3》和《黑街聖徒IV》。該遊戲發行后銷售評價不俗，銷售了2百萬份，從而令開發商決定推出續作。